# NGC 5599
NGC 5599 é uma galáxia espiral (Sb) localizada na direcção da constelação de Virgo. Possui uma declinação de +06° 34' 32" e uma ascensão recta de 14 horas, 23 minutos e 50,6 segundos.
A galáxia NGC 5599 foi descoberta em 12 de Maio de 1793 por William Herschel.